# António José de Sousa Manuel de Meneses
António José de Sousa Manuel de Meneses Severim de Noronha GCNSC (Lisboa, 18 de março de 1792 – Lisboa, 26 de abril de 1860), 7.º Conde de Juro e Herdade e 1.º Marquês de Vila Flor e ainda 1.º Duque da Terceira, de juro e herdade, com Honras de Parente, foi um importante general e homem de Estado português do tempo do liberalismo, sendo uma das mais importantes figuras do tempo, tanto no plano político, como, e talvez sobretudo, no plano militar. De herói das guerras liberais tornou-se no líder incontestado dos cartistas, a facção mais conservadora do liberalismo português, embrião do futuro Partido Regenerador.
Pertencente à mais genuína alta nobreza portuguesa, teve múltiplos cargos e honrarias na corte, entre as quais, moço fidalgo da rainha Maria I, gentil-homem da câmara de el-rei João VI, copeiro-mor e estribeiro-mor. Exerceu as funções de marechal de campo, comandante-em-chefe do Exército Português, conselheiro de Estado, par do Reino, tendo por quatro vezes (1836, 1851, 1842-1846 e 1859-1860) exercido o cargo de Presidente do Conselho de Ministros. Foi o 10.º capitão-general dos Açores, ali presidindo à Regência de Angra durante a fase inicial das guerras liberais.

## Biografia
António José de Sousa Manuel de Meneses Severim de Noronha nasceu em Lisboa, no Palácio de Arroios, a 18 de Março de 1792, filho primogénito de António de Sousa Manuel de Meneses Severim de Noronha, 6.º conde de Vila Flor, então um dos homens mais ricos de Portugal, e de Maria José de Mendonça, filha do 6.º conde de Vale de Reis. Como grande do reino, era membro da alta nobreza e o herdeiro de uma das mais ricas e antigas casas vinculares portuguesas.
Tinha apenas dois anos de idade quando em 1795 lhe faleceu o pai, sucedendo-lhe no título de conde de Vila Flor e no cargo de copeiro-mor da rainha, herdando uma imensa fortuna, composta por bens de raiz e por múltiplas comendas e outros rendimentos vinculados. Entre outras, herdou as comendas de Santa Maria de Pereira, de São Pedro de Calvelo, de São Tiago de Cassourado, de São Vicente de Figueira e de São Geris de Arganil, e várias tenças, sendo uma de 500$000 réis e outra de 200$000 réis no almoxarifado do pescado de Lisboa.
Herdou igualmente o padroado do convento dos Capuchos de Nossa Senhora dos Anjos, do lugar de Sobralinho, da capela de Nossa Senhora do Pópulo, na cerca do convento da Boa Viagem, da ermida de Nossa Senhora da Conceição do Portal, na vila da Alhandra, e a administração de vários morgadios, que compreendiam duas quintas em Alverca do Ribatejo, a Lezíria da Corte da Vila e o casal de Borges, no termo de Azambuja, a Herdade da Aravia, em Avis, e as casas de São João da Praça e o morgado de Braço de Prata, em Lisboa.
Destinado à vida da Corte, fez a aprendizagem típica da alta nobreza da época, voltada essencialmente para as artes militares e para a vida política. Nesse contexto, logo em 1797, contando apenas quatro anos de idade, recebeu o grau de comendador da Ordem de Cristo, tendo, a 25 de Julho de 1804, aos 12 anos, professado como freire dessa ordem no convento de Nossa Senhora da Luz.
Entretanto, a 10 de Fevereiro de 1802, com nove anos de idade, tinha assentado praça como cadete no Regimento de Cavalaria Nº 4, do qual seria promovido a alferes a 24 de Junho de 1807. Tinha este posto quando a 20 de Novembro de 1807 as tropas francesas, comandadas pelo general Jean-Andoche Junot, entraram em Portugal, na primeira invasão francesa, desencadeando a Guerra Peninsular. Não aceitando a submissão aos franceses, pediu a sua demissão do Exército, a qual lhe foi logo concedida por um aviso de Pedro José de Almeida Portugal, o 3.º marquês de Alorna, então comandante das forças portuguesas.

### Participação na Guerra Peninsular (1809-1815)
Apenas as forças francesas foram expulsas de Portugal, o conde de Vila Flor obteve o reingresso no Exército, com o posto que tinha anteriormente. Em 6 de Dezembro de 1809 foi promovido a tenente e a 23 de Janeiro de 1811 a capitão da 5.ª Companhia do Regimento de Cavalaria n.º 4. Durante este período participou activamente nas campanhas da Guerra Peninsular.
A 5 de Agosto de 1811 casou com a sua prima Maria José do Livramento e Melo, filha do marquês de Sabugosa, fortalecendo a sua aliança com as principais famílias da alta nobreza portuguesa. Deste casamento nasceria em 1813 o único filho do 7.º conde de Vila Flor, o qual viria, contudo, a falecer com apenas 15 meses de idade.
Passou depois a servir como ajudante de ordens do general António José de Miranda Henriques, 1.º visconde de Sousel, e a partir de 26 de Março de 1813 passou às ordens do marechal William Carr Beresford, então comandante supremo do Exército Português em campanha.
Foi então promovido a major, distinguindo-se muito nas campanha da Guerra Peninsular, sobretudo na batalha de Vitória, cabendo-lhe a honra de ser encarregado de trazer a Lisboa a notícia do sucesso, sendo vivamente louvado pelo próprio general Arthur Wellesley, depois duque de Wellington, na carta que este escreveu ao futuro João VI, então príncipe regente, em que lhe dava conta do triunfo.
Vindo como mensageiro da vitória portuguesa, foi acolhido com entusiasmo em Lisboa e imediatamente promovido a tenente-coronel (Agosto de 1813).
Já de regresso a Portugal, terminada a Guerra Peninsular, quando tinha apenas 22 anos de idade, em Outubro de 1815 foi promovido a coronel e em Dezembro de 1815 foi condecorado com o grau de cavaleiro da Ordem da Torre e Espada, pelo valor com que se portara durante as campanhas da Guerra Peninsular.

### A estadia no Brasil (1817-1821)
Terminada a guerra, o jovem conde de Vila Flor decidiu partir para o Rio de Janeiro, cidade onde então estava a Corte portuguesa, indo ocupar o lugar que lhe pertencia como membro da alta nobreza. Partiu para o Brasil em 1817, integrado na força que foi enviada para ajudar a debelar a insurreição de Pernambuco (ou Revolução Pernambucana), em cuja campanha participou activamente.
Terminada aquela breve campanha, o conde de Vila Flor foi nomeado governador e capitão-general do Grão-Pará, lugar que exerceu até 1820. A 20 de Julho de 1818, a esposa, que o acompanhara para o Brasil, faleceu.
No ano de 1817 criou o Corpo de Cavalaria do Pará, com sede no Convento de São José, tendo como primeiro Comandante, o Major de Cavalaria Joaquim Mariano de Oliveira Bello, tio materno do Duque de Caxias, tendo ainda definido os padrões de fardamentos dos oficiais e dos soldados, no mesmo ano.
No ano seguinte (1818), criou o Corpo de Polícia, tendo como primeiro Comandante o Ajudante José Victorino de Amarantes.
Em 1820 foi nomeado para igual posto na então Capitania da Baía de Todos os Santos. Contudo, não chegou a exercer este último cargo, pois a 26 de Abril de 1821 embarcou para Portugal, acompanhando o rei João VI, de quem era gentil-homem da câmara.
Entretanto, nas vésperas do embarque, casou a 23 de Abril de 1821, em segundas núpcias, com Maria Ana Luísa Filomena de Mendonça, filha de Agostinho Domingos José de Mendoça Rolim de Moura Barreto, o 8.º conde de Vale de Reis e 1.º marquês de Loulé, estabelecendo uma aliança com a família Loulé que se revelaria de grande importância nos anos futuros, quando, a par de Nuno José Severo de Mendonça Rolim de Moura Barreto, o 1.º duque de Loulé, seria uma das principais figuras da política portuguesa. A noiva, que tinha apenas 13 anos de idade, era já camareira-mor da rainha e dama da Ordem Real de Santa Isabel e da Ordem de Maria Luísa de Espanha.

### O primeiro liberalismo e a relação com Miguel (1821-1824)
Regressado a Lisboa no período conturbado do primeiro liberalismo português e em pleno funcionamento das Cortes Gerais e Extraordinárias da Nação Portuguesa, o 7.º conde de Vila Flor acompanhou de perto a difícil reintegração de João VI na vida política portuguesa. Neste período, seguindo a trajectória típica da alta nobreza, assume uma posição dúbia face ao constitucionalismo e à imposição de juramento a que as Cortes Constituintes sujeitaram o rei, gravitando claramente para a órbita mais conservadora dos que viam com grande desconfiança, e mesmo como uma ofensa de lesa-majestade, o tratamento a que foi sujeita a família real recém-chegada.
Entretanto, a situação política fora-se degradando rapidamente, com o surgimento de crescentes focos antiliberais que ameaçavam a estabilidade do regime saído da Revolução Liberal de 1820. Na região de Vila Real, logo em Fevereiro de 1823, o general Francisco da Silveira Pinto da Fonseca Teixeira, conde de Amarante, levanta-se à frente das suas tropas contra a Constituição e a província de Trás-os-Montes adere na quase totalidade. No mês de Maio, o Regimento de Infantaria n.º 23, aquartelado em Vila Franca de Xira, levanta-se em armas a favor do rei absoluto, no que é seguido pelos regimentos de Lisboa, com Miguel à frente. É a Vilafrancada, na qual o conde de Vila Flor ainda participa do lado realista.
Tendo a esse tempo o posto de brigadeiro, a sua proximidade à facção realista levou a que não tardasse a ser despachado marechal-de-campo e ajudante-de-ordens de Miguel, quando este infante recebeu o comando-em-chefe do Exército Português. Como outras importantes figuras da primeira fase do liberalismo português, o conde de Vila Flor estreou-se na vida política contribuindo para que se restabelecessem em Portugal os direitos inauferíveis do absolutismo, sendo também um dos condecorados com a famosa medalha da Poeira.
Naquela que foi mais uma prova de confiança por parte do partido realista, em 1823, o conde de Vila Flor foi encarregado de ir a Espanha, em missão diplomática, para cumprimentar Louis Antoine d'Artois, o então duque de Angoulême, que viera com um exército francês (os famosos cem mil filhos de São Luís) ajudar a restabelecer o governo absolutista de Fernando VII de Espanha.
A partir desta altura começa a gravitar para o campo liberal, aderindo claramente ao partido pró-constitucional quando em Fevereiro de 1824 o seu sogro, o 1.º marquês de Loulé, foi assassinado pelos miguelistas. Em consequência, a 30 de Abril daquele ano de 1824, absteve-se de tomar parte na Abrilada. Em resultado, Miguel mandou-o preso para Peniche. Com esta prisão, estava definitivamente selada a adesão do conde de Vila Flor ao campo liberal.

### Os anos finais do primeiro liberalismo português e o exílio (1824-1828)
Fracassada a Abrilada, demitido e expulso Miguel, que se exila em Viena, o conde de Vila Flor foi libertado e reintegrado nas suas funções militares, nas quais assume uma complexa posição de equilíbrio face às crescentes tensões entre os partidários do liberalismo e os defensores dos direitos inauferíveis de João VI. Quando este falece, a 10 de Março de 1826, a crise agudiza-se, com a luta latente a tornar-se cada vez mais acesa e próxima.
Quando o infante Pedro sobe ao trono como Pedro IV de Portugal e promulga a Carta Constitucional de 1826 no Brasil, o conde de Vila Flor, como grande do Reino, foi nomeado par do Reino, por carta régia de 30 de Abril desse ano.
Outorgada a Carta, poucos dias depois, a 2 de Maio de 1826, Pedro IV abdica em sua filha Maria da Glória, a rainha Maria II de Portugal, estabelecendo, num gesto que pretendia conciliador, que a jovem rainha, então com sete anos de idade, deveria casar, logo que tivesse idade para tal, com o seu tio Miguel.
Entretanto os acontecimentos precipitam-se e a insurreição a favor da realeza de Miguel espalha-se pelo país como fogo: a 26 de Julho, o Regimento de Infantaria n.º 24, aquartelado em Bragança faz um levantamento e aclama Miguel; seguem-se, em ritmo acelerado, o levantamento do Regimento de Cavalaria n.º 2, em Vila Viçosa e das guarnições de Estremoz, Almeida, Vila Real e Vila Pouca de Aguiar, a que se aliam as populações da maior parte do Minho, Trás-os-Montes, Beiras e Alentejo.
Neste contexto, o conde de Vila Flor que em 1826 fora nomeado governador das armas da província do Alentejo, não tardou a ver-se obrigado a reprimir algumas insurreições militares que se levantaram naquela Província a favor do absolutismo. A guarnição do Algarve agitava-se também no mesmo sentido. O Governo, sentindo-se encurralado, pede ajuda a Inglaterra, que envia uma divisão para acalmar os ânimos, mas, que, em vez disso, apenas contribui para acirrar o sentimento nacionalista.
O general João Carlos Gregório Domingos Vicente Francisco de Saldanha Oliveira e Daun, futuro 1.º conde e 1.º duque de Saldanha, que era então Ministro da Guerra, correu a pôr-se à frente das forças constitucionais na região ao sul do Tejo, conseguindo, a custo, debelar a insurreição algarvia. Logo de seguida, sendo obrigado, pela crescente instabilidade política em Lisboa, a regressar ao seu posto de ministro, confiou o comando das operações militares no Alentejo ao conde de Vila Flor, que destroçou as forças comandadas pelo brigadeiro António Tavares Magessi e obrigou-as a procurar refúgio em Espanha.
O conde de Vila Flor passou então com as suas forças para o norte do Tejo, reunindo-as com as forças comandadas pelo general Francisco de Paula de Azeredo Teixeira de Carvalho, que manobravam nas Beiras, e com as do brigadeiro António José Claudino Pimentel, que com uma pequena divisão descia também de Trás-os-Montes.
Reunidos os três generais na Beira, tiveram de se defrontar com um exército bastante numeroso, porque, graças à cumplicidade do governo espanhol, as tropas miguelistas batidas que se refugiavam em Espanha, em vez de serem ali internadas, eram deixadas com armas na fronteira, de forma que reapareciam noutro ponto depois de terem sido expulsas do território português.
Apesar disso, as forças sob o comando do conde de Vila Flor bateram os absolutistas em Coruche e marcharam para o norte, onde se encontraram de novo com as mesmas forças inimigas que tinham derrotado, as quais tinham reentrado pela fronteira do Minho, infligindo, entretanto, alguns sérios desaires às tropas liberais.
Com a chegada das forças do conde de Vila Flor, que se reuniram com as tropas comandadas pelo marquês de Angeja, as forças liberais derrotaram sucessivamente as forças comandadas pelo general Manuel da Silveira Pinto da Fonseca Teixeira, 1.º  marquês de Chaves, na ponte do Prado e na vila de Ponte da Barca, obrigando-as a procurar refúgio na Galiza. Estas vitórias foram recompensadas com a concessão do título de marquês de Vila Flor e com a nomeação, em Agosto de 1827, para o cargo de governador das armas do Porto. Porém, o novel marquês continuou a usar do título de conde, porque só seis anos depois, em 14 de Janeiro de 1833, é que tirou carta dessa mercê.
Apesar dessas vitórias militares, a causa constitucional estava condenada na frente política, pois entretanto, em mais uma tentativa insensata de acalmar os ânimos, Pedro, agora imperador do Brasil e regente em nome da filha, resolvera nomear o irmão seu lugar-tenente em Portugal, abrindo assim caminho para o seu desejado regresso a Lisboa. Em consequência, Miguel entrou em Lisboa a 22 de Fevereiro de 1828, sendo recebido pelos seus partidários com grandes festas e vivas ao rei absoluto.
Um dos primeiros actos do ainda lugar-tenente real foi, logo em Fevereiro de 1828, demitir os governadores das armas em quem não tinha confiança, entre os quais o conde Vila Flor, seu ajudante-de-campo nos idos de 1823, mas entretanto transformado num dos pilares do liberalismo. Vila Flor foi substituído pelo general Gabriel António Franco de Castro, ficando a aguardar o desenrolar dos acontecimentos. Quando ocorreu a convocação dos Três Estados, e era já claro que Miguel seria proclamado rei absoluto, entendeu que ser melhor emigrar. Em Maio, acompanhado pela jovem esposa, saiu de Portugal e retirou-se para Inglaterra, juntando-se à crescente colónia de emigrados liberais que ali residia.

### O exílio na Inglaterra e aBelfastada(1828-1829)
Sendo um dos mais notáveis emigrados, pela sua condição de membro da alta nobreza e pelo seu passado militar, o conde de Vila Flor, que vivia em Londres acompanhado pela esposa, rapidamente conquistou grande ascendente entre os emigrados liberais.
Quando em Maio de 1828 rebentou no Porto uma revolta pró-liberal, em Londres organizou-se rapidamente uma expedição, com o objectivo de ali fazer chegar as personalidades mais notáveis do campo liberal que se encontravam exiladas em Inglaterra. Partindo do princípio, que a realidade viria a desmentir, de que Portugal estaria pronto a acolher um regime liberal, apenas faltando o elemento catalisador, que seria a presença dos notáveis exilados, os expedicionários imaginaram que a sua participação se reduziria a pouco mais do que um passeio triunfal do Porto até Lisboa.
Para tal fretaram o vapor Belfast e embarcaram com destino ao Porto, com pouco ou nenhuma preparação e ainda menor coesão de projecto e visão estratégica. Entre os notáveis que participaram na acção, que viria a ficar conhecida pela Belfastada, estava o conde de Vila Flor, que embarcou acompanhado pela esposa, seguramente convencido do pouco risco do empreendimento.
Porém, quando chegaram ao Porto encontraram uma situação bem menos favorável do que a antecipada, ficando logo claro que o enfrentamento militar era inevitável e que as forças pró-liberais estavam em clara desvantagem. Para complicar as coisas, a liderança não era coesa, não existindo uma cadeia de comando incontestada.
As dificuldades em escolher um comandante para as forças do campo liberal resultavam da rivalidade existente entre o conde de Vila Flor, que tinha já uma reputação incontestável de bravura, e o general João Carlos de Oliveira e Daun, que tinha conquistado em Montevideu grande reputação militar.
Apesar de Saldanha ser claramente o mais experiente nas coisas da guerra, e por isso ser quem estava naturalmente indicado para tomar o comando das tropas, o conde de Vila Flor tinha igual posto e não queria servir debaixo das suas ordens. Saldanha nutria igual repugnância pelo comando de Vila Flor. Na conjuntura em que inesperadamente se via, a liderança liberal optou pelo apaziguamento, recorrendo ao subterfúgio de dar o comando nominal das tropas a Pedro de Sousa Holstein, então 1.º marquês de Palmela, que nada entendia de coisas militares, e de dar a Vila Flor o comando de uma das divisões do Exército e a Saldanha o comando da outra.
Depois de recenseadas as forças de que dispunham e conhecida a situação militar no país, goradas as esperanças de um levantamento pró-liberal generalizado, os generais reuniram em conselho de guerra com a Junta do Governo do Porto e entenderam que a resistência era impossível. Deliberaram então abandonar a cidade, deixando ficar o exército debaixo do comando único de Saldanha, retirando-se todos os outros para Inglaterra no Belfast. Um dos que assim fugiram foi Vila Flor, que depois se desculpou alegando a presença da esposa. O abandono dos notáveis deixou no terreno um exército que retirou penosamente até à Galiza, partindo daí para o exílio em Inglaterra e na França.
Esta aventura do Belfast pesou sempre como um remorso na consciência de todos os que dela participaram, particularmente dos que retiraram ingloriamente na viagem de regresso do navio a Londres. Não admira, pois, que o conde de Vila Flor, chegado a Inglaterra se tenha esforçado por resgatar com algum acto de bravura a nódoa que aquele fracasso pudesse ter estampado na sua reputação militar.
O ensejo surgiu quando se tornou necessário apoiar o pequeno núcleo liberal que na ilha Terceira mantinha o regime constitucional e a realeza de Maria II, proclamada pelo Batalhão de Caçadores n.º 5 aquartelado no Castelo de São João Baptista da cidade de Angra. Sendo o último reduto liberal em território sob soberania portuguesa, Pedro de Sousa Holstein, o conde de Palmela, que liderava os emigrados numa espécie de governo no exílio, face às crescente dificuldades diplomáticas resultantes do reconhecimento do governo de Miguel por muitas das potências europeias e pelos Estados Unidos da América, resolveu apoiar os liberais acantonados nos Açores. Para tal era necessário criar condições que permitissem a sua sobrevivência na eventualidade de um, mais do que provável, ataque miguelista. Depois de uma tentativa fracassada de fazer Saldanha chegar à ilha, foi resolvido nomear o conde de Vila Flor para o cargo de capitão-general dos Açores, dando-se-lhe Bernardo de Sá Nogueira de Figueiredo por chefe de estado-maior.

### A Capitania Geral dos Açores (1829-1832)
Vila Flor foi nomeado capitão-general dos Açores por carta régia de 5 de Abril de 1829, assinada pela rainha Maria II, com assistência do marquês de Palmela, então ministro de Portugal em Londres, quando a rainha ali se encontrava exilada.
O novel capitão general conseguiu iludir o bloqueio que navios britânicos então impunham à Terceira e desembarcou na Praia a 22 de Junho de 1829, acompanhado por um grupo numeroso de emigrados. Passou à cidade de Angra no mesmo dia, tomando posse da Capitania no dia seguinte. Menos sorte teve Bernardo de Sá Nogueira de Figueiredo, que, tendo anteriormente partido noutro navio, foi interceptado pelas forças britânicas e forçado a regressar a Inglaterra.
Aquando da chegada do conde de Vila Flor à ilha Terceira, a Capitania Geral dos Açores encontrava-se dividida, com todas as restantes ilhas solidamente sob domínio miguelista, obedecendo ao general Henrique da Fonseca de Sousa Prego, nomeado por Miguel governador e capitão-general, que, na impossibilidade de desembarcar em Angra, se tinha instalado em Ponta Delgada, na ilha de São Miguel.
Estava assim a Terceira completamente isolada do resto do arquipélago, com a agravante de estar sujeita a um bloqueio naval imposto por forças britânicas. Mas, pior que o isolamento da Terceira, eram as divisões intestinas que ameaçavam destruir o domínio liberal na ilha, com as forças constitucionais constantemente acossadas por uma incessante guerrilha miguelista, apoiada pelas populações rurais da ilha e muito conhecedora do território.
Neste contexto muito desfavorável, a chegada do conde de Vila Flor foi essencial para a sobrevivência do domínio liberal. Em breve desapareceram as quezílias entre os exilados e as forças militares liberais ganharam outra disciplina e energia. Diante da autoridade e do prestígio do conde de Vila Flor, cessaram todas as discórdias que havia na ilha e que impediam o regular funcionamento do governo. Por outro lado, os oficiais que chegaram com Vila Flor, e ele mesmo, organizaram a resistência à expedição que Miguel preparava contra a ilha, fortificando-a e estabelecendo um plano de defesa das costas, vigilância e comunicações.
O conde de Vila Flor cercou-se de uma boa equipa dirigente, nomeando José Xavier Mouzinho da Silveira seu secretário militar e José Baptista da Silva Lopes, que foi depois o 1.º barão de Monte Pedral, para chefe do seu estado-maior, em lugar de Sá Nogueira. Para chefiar os serviços, foram nomeados Manuel José Mendes, depois 1.º barão do Candal, e Baltazar de Almeida Pimentel, depois 1.º conde de Campanhã.
Lutando com grande falta de meios financeiros, os liberais apenas conseguiram pagar às tropas graças à cunhagem de moeda na ilha, produzindo os malucos com o bronze dos sinos das igrejas, e ao apoio financeiro de algumas das mais importantes famílias locais, com destaque para Teotónio de Ornelas Bruges Paim da Câmara, depois 1.º conde da Praia, e para o negociante e capitalista George Philips Dart. Outra difícil tarefa era a ultrapassagem das dificuldades políticas resultantes da Regência tardar em consolidar-se, já que esta só viria a instalar-se a 15 de Março de 1830. Neste difícil contexto, o papel de Vila Flor ao longo do Verão de 1829 foi crucial para o sucesso da causa liberal.
Quando, a 11 de Agosto de 1829, as forças miguelistas tentaram o esperado desembarque, comandadas pelo coronel José António de Azevedo e Lemos e transportadas e apoiadas por uma poderosa esquadra sob o comando de José Joaquim da Rosa Coelho, a boa preparação defensiva surtiu efeito. Na batalha da Praia da Vitória as forças do conde de Vila Flor levaram a melhor, impedindo o desembarque e causando pesadas baixas entre as forças expedicionárias. Essa foi a primeira vitória das forças liberais e, em consequência, o nome de Vila Flor adquiriu grande prestígio.
Mantendo a tradição de seguir o marido mesmo nas situações mais arriscadas, a 16 de Dezembro de 1829 chegava à ilha Terceira a condessa de Vila Flor. Com esta presença, que inspirava confiança entre os emigrados e junto da população local, assentou-se definitivamente o domínio constitucional na Terceira, conservando-se a ilha durante todo o ano de 1830 firme na sua deliberação, mas sem que a Regência tomasse a iniciativa duma qualquer expedição às ilhas vizinhas.
Tendo sido nomeada por Pedro, a 15 de Junho de 1830, uma junta de regência formal para dirigir os negócios da causa liberal, foram escolhidos para seus membros o 1.º marquês de Palmela, o conde de Vila Flor e José António Guerreiro. A Junta de Regência devia assentar a sua sede em Angra, daí ter ficado conhecida pela Regência de Angra. Era mais um importante passo na consolidação da carreira política de Vila Flor.
Em Abril de 1831, a Regência resolveu finalmente assenhorear-se das outras ilhas dos Açores. Para tal, preparou uma expedição, que partiu de Angra no dia 7 de Abril, debaixo do comando do próprio conde de Vila Flor, sendo encarregado das tropas de desembarque o major José Joaquim Pacheco, depois conhecido pelo coronel Pacheco. O objectivo era a conquista das restantes ilhas do Grupo Central do arquipélago.
Foi o conde de Vila Flor quem pessoalmente assumiu o comando das tropas em campanha. Encaminhou-se para a ilha do Pico, que ocupou sem resistência, tomando depois a ilha de São Jorge, após o recontro da Ladeira do Gato de que resultaram alguns mortos. Preparava-se para desembarcar na ilha do Faial, quando apareceu uma corveta miguelista e o conde de Vila Flor julgou prudente retirar para a Terceira para obter reforços.
Retornada a expedição, a ilha do Faial foi ocupada também pelos liberais, e logo em seguida a ilha Graciosa. As ilhas do Corvo e Flores reconheceram espontaneamente o governo liberal, de modo que ficaram unicamente no poder dos miguelistas as ilhas de São Miguel e de Santa Maria.
Por esse tempo, a 4 de Maio de 1831, passou pelo Faial, a caminho da Europa, o Imperador Pedro que abdicara a coroa brasileira, e naquela ilha deixou uma carta para o conde de Vila Flor em que lhe dizia que vinha à Europa combater como simples particular pela causa de sua filha.
Esta notícia encheu de júbilo os defensores da Terceira, e incitou-os a tentarem empresa mais importante, como foi a de irem tomar a ilha de São Miguel, o que conseguiram, comandados ainda por Vila Flor, depois de ganha a batalha da Ladeira da Velha. Ficavam assim os Açores completamente sujeitos à autoridade dos representantes de Maria II, e, pouco tempo depois, a 22 de Fevereiro de 1832, apareceu no arquipélago a expedição vinda de Belle-Isle, debaixo do comando de Pedro. Pedro desembarcou em Angra a 3 de Março de 1832, assumindo nesse mesmo dia a regência em nome da sua filha.
Tratou logo o imperador de organizar uma expedição para tentar um desembarque na costa portuguesa, e dando o comando da esquadra ao almirante George Rose Sartorius, entregou ao conde de Vila Flor o comando do exército de terra. Foi debaixo das ordens de Vila Flor que desembarcaram no Mindelo, em Junho de 1832, os famosos 7 500 bravos. Ocuparam o Porto abandonado pelos miguelistas, iniciando-se o episódio bélico que ficou conhecido pelo cerco do Porto.
O conde de Vila Flor foi o último capitão-general, já que a Capitania Geral dos Açores foi substituída, pelo Decreto n.º 28, de 4 de Junho de 1832, pela Província dos Açores, governada por um prefeito, sedeado em Angra do Heroísmo, e um sub-prefeito em Ponta Delgada, a que se juntou pouco depois outro sub-prefeito na Horta.

### O desembarque no Mindelo e as campanhas da guerra civil (1832-1834)
O conde de Vila Flor chegou ao Porto como comandante das forças liberais, animado pela facilidade como o desembarque nas praias de Pampelido tinha decorrido e pela forma como a cidade tinha caído, quase sem resistência nas mãos dos liberais. Parecia que, afinal, a conquista do poder em Portugal seria mais fácil do que a desigualdade numérica das forças em presença faria supor.
Não tardou, porém, que um desânimo profundo viesse invadir o exército constitucional. As deserções para o exército miguelista eram numerosas e o combate de Penafiel e a batalha de Ponte Ferreira, apesar de serem vitoriosas para os liberais, mostraram que só com uma luta muito séria se poderia alcançar o triunfo. A estes combates seguiu-se a derrota na batalha de Souto Redondo, que quase punha a perder a causa liberal, que apenas sobreviveu porque os miguelistas não aproveitaram a vitória e as tropas constitucionais continuaram a manter-se no Porto. Em resultado desse revés, as forças liberais começaram a limitar-se à defensiva, e disso tiraram excelentes resultados.
As derrotas dos miguelistas nos combates de 8, 9, 10, 16 e 19 de Setembro de 1832 recompensaram o novo plano liberal. A 14 e a 21 de Outubro repetiram-se os ataques miguelistas, que foram igualmente repelidos. Lavravam, contudo, no Porto graves dissensões entre a liderança militar e política, com Vila Flor no seu centro, que prejudicavam gravemente a acção do comando.
Pedro quis então fazer essas dissensões desaparecer, tomando ele próprio o comando do exército. Assumiu efectivamente aquele comando a 6 de Novembro de 1832, elevando, num gesto conciliador, dois dias depois, a 8 de Novembro, o conde de Vila Flor a duque da Terceira.
O novel duque da Terceira, com a singeleza que sempre o caracterizou, resignou o comando-em-chefe, servindo com o mesmo zelo, tanto debaixo das ordens de Pedro, como, a partir de 1 de Janeiro de 1833, do general Jean-Baptiste Solignac, que fora contratado em França para vir comandar as forças liberais.
O comando do barão de Solignac não foi mais feliz, continuando as dissensões, as quais aliadas a alguns erros estratégicos, puseram mais uma vez em risco a sobrevivência das forças liberais, cada vez mais isoladas na sua testa de ponte portuense. Nesta fase crítica, Saldanha teve um papel crescente na definição das operações de defesa, com claro apagamento do seu rival duque da Terceira.
Quando os miguelistas atacaram no dia 24 de Março de 1833, foram repelidos pelas tropas comandadas pelo duque da Terceira no combate das Antas. Mas, apesar disso, o cerco não fora levantado e era necessário transportar a guerra para outro ponto, sob pena do impasse levar à desmoralização e à derrota dos liberais. Depois de várias hesitações e contra a vontade do general Solignac, que se demitiu ao ser contrariado, propôs-se uma expedição ao Algarve, sendo escolhido para seu comandante o duque da Terceira.
Com esse objectivo, foi-lhe confiada uma divisão de 1 500 homens, que foi embarcada em navios da esquadra comandada por Charles Napier. A expedição saiu do Porto a 21 de Junho de 1833, e a 24 de Junho desembarcava no Algarve, numa pequena praia entre Cacela e Monte Gordo.
Sem perder tempo, as forças comandadas pelo duque da Terceira marcharam sobre Olhão e tomaram logo em seguida São Bartolomeu de Messines, enquanto Charles Napier procedia a novo desembarque e se assenhoreava de Tavira.
Enquanto o duque da Terceira, em terra, se assenhoreava do Algarve, a esquadra de Charles Napier dava combate à esquadra miguelista que saíra de Lisboa, no que ficou conhecido pela batalha do Cabo de São Vicente, derrotando-a e pondo termo efectivo à capacidade naval dos miguelistas.
Planeava então o duque da Terceira, que tinha por chefe de estado-maior José Jorge Loureiro, marchar sobre Beja, onde as forças liberais se tinham levantado contra o miguelismo, numa insurreição que era necessário acalentar. Contudo, a notícia da vitória naval do Cabo de São Vicente fez com que ele fosse a toda a pressa a Lagos conferenciar com o almirante Charles Napier. Resolveram então que as forças do duque da Terceira marchariam de imediato sobre Lisboa ao longo do litoral alentejano, aproveitando a superioridade naval conseguida e o facto das forças miguelistas estarem a convergir sobre Beja, deixando aberto o caminho para a capital.
O duque da Terceira não quis, como primeiro tencionara, ir alentar a insurreição militar de Beja, porque entendeu que o principal fim da sua missão era tomar Lisboa. O general Francisco de Paula Vieira da Silva Tovar, 1.º barão e 1.º visconde de Molelos, comandante das forças miguelistas que tinham por missão principal cobrir aquela cidade pelo sul, não percebeu esta alteração e decidiu subjugar a insurreição constitucional de Beja, ponto para onde esperava que as forças liberais em operação no Algarve convergissem. Este erro custar-lhe-ia caro, sendo depois, face ao descalabro de Lisboa, acusado de pusilânime e mesmo de traição.
Molelos não soube seguir de perto e espiar com atenção os movimentos do inimigo, ou não o quis fazer, marchando para Beja. Enquanto isso acontecia, a 13 de Julho, o duque da Terceira saía de São Bartolomeu de Messines para São Marcos da Serra, entrando no Alentejo no dia seguinte. A partir daí encetou uma marcha rápida para norte, chegando a 15 de Julho a Gravão, onde descansou no dia 16 para esperar a artilharia. A 17 estava em Messejana, a 18 nos Bairros, atravessando o Sado no dia 19, indo nesse dia pernoitar a Vale de Ferreira.
Continuando a marcha para norte, no dia 20 de Julho tomava de surpresa Alcácer do Sal, e ia, no dia 21, acampar diante de Setúbal, que tomou no dia 22 de Julho, numa operação conjunta com as forças navais de Charles Napier. Marchou logo em seguida sobre Azeitão e Cacilhas, encontrando nesse mesmo dia, na Cova da Piedade, a cavalaria miguelista e alguma infantaria do exército de reserva comandado pelo general Joaquim Teles Jordão. Aquelas tropas, comprimidas entre o rio e as forças liberais, foram completamente batidas, caindo prisioneiras nesse dia quase toda a cavalaria e infantaria que entrara no combate. No dia seguinte, morto o general Teles Jordão, o resto das tropas que ocupavam Almada renderam-se sem disparar um tiro.
Nessa noite, tomados de súbito pânico, Nuno Caetano Álvares Pereira de Melo, o 6.º duque de Cadaval, que encabeçava o ministério miguelista, e os restantes ministros decidiram abandonar Lisboa sem opor resistência. Num dos episódios mais estranhos de toda a guerra, o duque de Cadaval, comandante do exército miguelista em Lisboa, organizou uma grande parada militar que se dirigiu para norte, sem ter sequer entrado em combate. As forças do duque da Terceira entraram na cidade a 24 de Julho, sendo entusiasticamente recebidas como libertadores. Dois dias depois, chegava Charles Napier com a esquadra que vinha bloquear o Tejo, operação feita desnecessária pela reviravolta entretanto ocorrida.
Apenas quatro dias mais tarde, a 28 de Julho de 1833, chegava a Lisboa o ex-imperador Pedro, que deixara o governo do Porto entregue ao general Saldanha e tratava agora de pôr a capital em estado de defesa contra o provável regresso das forças miguelistas. Saldanha, consciente da necessidade de concentrar as operações em Lisboa, atacava as linhas miguelistas, obrigando as desmoralizadas tropas que o marechal Louis Auguste Victor de Ghaisne de Bourmont, o conde de Bourmont, então comandante-em-chefe das forças miguelistas, deixara na sua frente a levantar o cerco e partia também para sul, em direcção a Lisboa.
Não tardaram as forças fiéis a Miguel, comandadas pelo general Bourmont, a atacar Lisboa. O duque da Terceira, então já elevado ao posto de marechal do exército, comandava as linhas, enquanto Saldanha era o chefe de estado-maior de Pedro, ou seja, o verdadeiro comandante operacional. No dia 5 de Setembro de 1833 ocorreu o primeiro ataque, recebendo o duque da Terceira nesse dia uma contusão provocada por uma bala. No dia 14 de Setembro deu-se novo ataque, igualmente repelido, após o qual o general Bourmont apresentou a sua demissão de comandante em chefe do exército miguelista, sendo substituído pelo general escocês Reginald MacDonell.
Enquanto Saldanha batia os miguelistas em Torres Novas e em Pernes, o duque da Terceira enviava sobre Valada alguns esquadrões que ali destroçaram as forças miguelistas. Saldanha, depois de derrotar na Batalha de Almoster o exército miguelista do general José António de Azevedo Lemos, cercou nas posições de Santarém as forças principais de Miguel. Entretanto, o duque da Terceira era enviado ao Porto a tomar o comando das operações encetadas pelo general Torres contra a divisão miguelista comandada pelo general Cardoso, que dominava ainda o Minho e Trás-os-Montes.
A 12 de Abril de 1834, as forças comandadas pelo duque da Terceira batiam Cardoso em Amarante, no dia 13 ocupavam Vila Real, no dia 14 chegavam a Murça, a 15 a Vila Flor e a 16 entravam em Moncorvo, onde batiam do novo o general Cardoso. Depois desceu para a Beira, entrou em Lamego no dia 22, bateu os miguelistas no lugar de Ponte Pedrinha, Fataúnços, no dia 30 de Abril, e entrou em Viseu a 2 de Maio.
Miguel cometia então o erro supremo de dar asilo ao infante Carlos María Isidro de Borbón, sublevado contra Fernando VII de Espanha, perdendo assim as simpatias do único país europeu que se mostrava ainda afecto à sua causa. Daí resultou que o general José Ramón Rodil y Campillo, autorizado por Pedro, entrou em Portugal, não para intervir contra as forças de Miguel, mas para perseguir as tropas que este deixara que Carlos organizasse em Portugal. Combinou, entretanto, as suas operações com o duque da Terceira e Charles Napier, reforçando assim a supremacia militar dos liberais.
O duque da Terceira, no dia 8 de Maio, entrava em Coimbra e marchava depois sobre Tomar, Charles Napier, no mesmo dia, tomava a Figueira da Foz e Rodil marchava sobre Abrantes. A 16 de Maio de 1834 as forças comandadas pelo duque da Terceira encontram o exército miguelista do general António Joaquim Guedes de Oliveira na batalha da Asseiceira, destroçando-as completamente naquele que seria o último grande recontro da guerra civil.
Esta batalha quebrou as últimas esperanças de Miguel, que abandonou Santarém com o seu exército, retirando-se sobre Elvas. O duque da Terceira e o general Saldanha combinaram então as suas operações de modo a cortarem a marcha das forças miguelistas, marchando o duque da Terceira sobre Beja, por Montemor-o-Novo, e Saldanha sobre Évora, por Estremoz. Completamente envolvido em Évora, o exército de Miguel teve de se render, depondo as armas. O general José António de Azevedo Lemos, que então o comandava, oficializou a rendição assinando a convenção de Évora-Monte. Estava acabada a guerra civil.

### O primeiro governo liberal do pós-guerra (1834-1835)
Foi com a aura de valido do Paço e como herói da libertação de Lisboa e da vitória da Asseiceira que o duque da Terceira entrou na política do pós-guerra, transitando de imediato para a área do poder. Neste aspecto, o duque da Terceira, tal como o marechal Saldanha, ilustram o perfil típico do militar-político que caracterizou as primeiras décadas do liberalismo português.
Assim, quando a 24 de Setembro de 1834 morreu Pedro IV e a rainha Maria II assumiu directamente o governo do reino, nomeou logo um ministério presidido por Pedro de Sousa Holstein, o duque de Palmela, então Ministro dos Negócios Estrangeiros, em que entrava o duque da Terceira como Ministro da Guerra.
Esse ministério encontrou violenta oposição na Câmara dos Deputados, principalmente por causa da administração financeira de José da Silva Carvalho, que acusavam de entregar todos os empregos a criaturas exclusivamente suas, de forma que o governo obteve por isso o pouco honroso cognome de devorista. Não foram, porém, mais felizes os ministros que lhe sucederam.
Recebeu, contudo, o aplauso unânime do país liberal quando resolveu não continuar a pagar a Miguel a pensão que lhe fora arbitrada pela Convenção de Évora-Monte, logo que ele, assim que chegou a território estrangeiro, protestou contra a renúncia que fizera de quaisquer direitos que supusesse ter ao trono, declarando que a isso fora coarctado.
Nesse governo, que sobreviveu de 24 de Setembro de 1834 a 20 de Março de 1835, o duque da Terceira começou a construção da sua reputação política, caracterizada, desde então pela sua adesão à ala direita do liberalismo, como cartista conservador, sempre fiel pessoal e politicamente ao monarca, mas algo vacilante no que respeita às fidelidades constitucionais e político-partidárias.
Quando o governo caiu, o duque da Terceira já se tinha afirmado como o líder incontestado da direita cartista e o herdeiro natural das tendências mais moderadas do liberalismo português. Membro da Câmara dos Pares desde 1826, haveria de manter naquela Câmara, e no Congresso setembrista durante o vigor da Constituição de 1838, uma presença ininterrupta durante toda a sua vida.

### A primeira presidência do ministério (Abril a Setembro de 1836)
O duque da Terceira passara a exercer o comando-em-chefe do Exército Português e concorreu indirectamente para a queda do ministério imediato, presidido pelo seu rival, o duque de Saldanha, por causa de uma circular que expediu acerca do papel que competia aos militares nas eleições, o que fez com que os oficiais descontentes fizessem uma representação à rainha, pedindo a demissão do ministério.
Ao governo de Saldanha sucedeu um gabinete presidido por José Jorge Loureiro, que lutou ainda com maiores dificuldades, porque teve de resolver a grave questão do comando em chefe do exército conferido ao rei consorte Fernando de Saxe-Coburgo-Gotha, conforme fora estipulado no contrato de casamento, e que o governo não tivera, contudo, força para lhe conferir abertamente, fazendo a nomeação em segredo. Quando a este problema se juntou a necessidade de proceder à prorrogação do polémico Tratado de Comércio de 1810 com a Inglaterra, o descrédito popular e parlamentar do governo era tal que o governo caiu.
Em consequência, a 19 de Abril de 1836, o duque da Terceira foi, pela primeira vez, nomeado para presidir ao gabinete ministerial, ficando com a presidência e a pasta da Guerra, e entrando para as outras pastas Agostinho José Freire, Manuel Gonçalves de Miranda, José Luís de Sousa Botelho Mourão e Vasconcelos, mais conhecido por conde de Vila Real, e Joaquim António de Aguiar.
Era um ministério que se queria enérgico e de direita forte, mas a esquerda liberal ganhara preponderância e não era fácil impedir a sua retaliação. Quando o ministério dissolveu o clube dos Camilos e decidiu a dissolução das Cortes extraordinárias reunidas em Maio, a sua acção foi mal acolhida pela elite política, que via nela um cerceamento das liberdades públicas. Para complicar as coisas, ocorreu um incêndio no edifício do Erário Régio, o que fez com que se dissesse abertamente que o governo recorrera a esse meio para ocultar as suas dissipações. Debalde o ministério tentou recuperar o prestígio, fazendo com que el-rei Fernando fosse viajar às províncias do norte, onde foi acolhido efectivamente com a maior simpatia, mas essa viagem passou completamente despercebida no meio da agitação política que se vivia em Lisboa.
As eleições gerais realizadas em Julho de 1836 foram favoráveis ao ministério, mas não lhe deram a força necessária para ultrapassar a crise de credibilidade, antes contribuindo para a degradação da situação política, pelo entrecruzar de acusações de manipulação e fraude a que deram lugar. A revolução da Granja, então ocorrida em Espanha, incitou ainda mais a esquerda a procurar em Portugal o triunfo que a esquerda espanhola parecia já então gozar.
O governo, receoso da agitação, apesar de ter inicialmente convocado as Cortes para 5 de Agosto, resolveu adiar a convocação parlamentar para 11 de Setembro. Quando, a 9 de Setembro, chegavam a Lisboa os deputados do Porto, eleitos pela oposição, foram acolhidos por uma enorme ovação popular. Nesse dia, a Guarda Nacional de Lisboa pegou em armas contra o governo. Quando a tropa de linha foi enviada para a dissolver, em vez de a combater solidarizou-se com ela.
Estava iniciada a Revolução de Setembro, a que a rainha anuiu, demitindo a 10 de Setembro o ministério do duque da Terceira e chamando ao poder os chefes da esquerda liberal, Passos Manuel, António Manuel Lopes Vieira de Castro e Bernardo de Sá Nogueira de Figueiredo, num ministério nominalmente presidido por José da Gama Carneiro e Sousa, o conde de Lumiares.
As Cortes não chegaram a reunir e novas eleições gerais foram convocadas para 20 de Novembro, mergulhando o país numa fase de grande agitação política, com constantes ameaças insureccionais.

### ABelenzadae aRevolta dos Marechais(1836-1838)
A revolução de Setembro encontrou no duque da Terceira um adversário persistente, resistindo enquanto lhe foi possível, primeiro na Câmara dos Pares e depois nos meios militares. Numa tentativa de reverter a situação, na noite de 4 para 5 de Novembro de 1836, em combinação com a rainha, foi ensaiado o contra-golpe palaciano da Belenzada, em que os cartistas, com o apoio do duque da Terceira, proclamaram no Palácio de Belém a restauração da Carta Constitucional de 1826.
Gorada a Belenzada, e realizadas as eleições gerais de 20 de Novembro de 1836, com uma vitória retumbante dos setembristas, mais não restava aos cartistas do que a via insurreccional. Com esse propósito, aproveitando um pronunciamento liderado pelo marechal Saldanha, que a 27 de Julho de 1837 com uma pequena força de lanceiros se tinha levantado em armas contra o governo, o duque da Terceira, com um destacamento do Regimento de Infantaria n.º 7, juntou-se-lhe a 18 de Agosto.

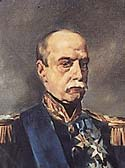
Retrato a óleo do duque da Terceira

Com os velhos rivais Saldanha e Terceira unidos numa causa comum, naquela que por esse facto seria conhecida pela Revolta dos Marechais, as forças revoltosas dirigiram-se para Torres Vedras, onde se uniram às forças comandadas por Luís da Silva Mouzinho de Albuquerque, que ali já se tinham sublevado, formando um Exército Restaurador, destinado a restaurar a Carta Constitucional.
Ali formaram os três uma regência provisória, e, numa manobra que se tornaria clássica no golpismo português, marcharam sobre Lisboa. Inesperadamente para os cartistas, o seu pronunciamento não foi acolhido e a sua aproximação não levantou a mínima agitação na capital portuguesa.
Retiraram então, sustentando um combate indeciso na acção de Chão da Feira contra as forças do general José Lúcio Travassos Valdez, então barão de Bonfim, comandante das tropas setembristas, e seguiram para o norte a unir-se às tropas comandadas pelo general José de Vasconcelos Bandeira de Lemos, o 1.º barão de Leiria, e à divisão que vinha de Espanha. Mas desta divisão, só uma brigada proclamou a Carta Constitucional, a outra, comandada pelo visconde das Antas, aderiu ao governo. O barão de Leiria, tendo cometido a imprudência de não esperar os marechais, foi batido na acção de Ruivães, ocorrida a 18 de Setembro daquele ano.
Esmagada a revolta e assinada a Convenção de Chaves, que pôs termo à breve guerra civil, o duque da Terceira foi forçado a acompanhar as tropas em retirada e, com os outros oficiais implicados, teve de emigrar para Espanha e depois para França. Instalado em Paris, em Dezembro de 1837 subscreveu, com os duques Palmela e Saldanha, uma carta aberta ao Congresso português defendendo a Carta Constitucional.
Pouco depois, quando surgiram as tensões com Espanha em torno da questão da liberdade de navegação no Douro, e se receou uma guerra com aquele Estado, o duque da Terceira ofereceu logo a sua espada ao governo, sendo aceite e encarregado do comando do exército de observações no norte de Portugal.
Foi eleito, em Agosto de 1838, pelo círculo eleitoral de Coimbra para integrar o Senado do Congresso criado pela Constituição de 1838, tendo prestado juramento a 28 de Janeiro de 1839. Era o seu regresso à câmara alta do parlamento, local onde vinha desenvolvendo a sua principal actividade política e onde se manteria até ao fim da vida.

### O Senado do Congresso (1838-1842)
Tendo sido pela primeira vez nomeado para a Câmara dos Pares logo a 30 de Abril de 1826, por pertencer à alta nobreza, o duque da Terceira nunca foi eleito deputado, exercendo a sua acção política sempre na Câmara alta ou no governo. Nessa Câmara exerceu funções em diversas comissões, conquistando um lugar singular nos seus debates.
Apesar de pouco interventor, afirmando ser com repugnância e dificuldade que pedia a palavra, impunha um grande respeito, sendo um dos pouquíssimos parlamentares perante quem todos se silenciavam.
Depois da aventura da Revolta dos Marechais e do breve exílio que tal lhe custou, o seu reingresso na vida política fez-se através do Senado do Congresso setembrista. Depois da primeira eleição por Coimbra, foi reconfirmado senador a 25 de Maio de 1840, permanecendo naquela Câmara até à restauração da Câmara dos Pares, o que ocorreu a 10 de Fevereiro de 1842, na sequência da reposição em vigor da Carta Constitucional.

### Ocabralismoe oGoverno da Restauração(1842-1851)
O seu pleno regresso à esfera do poder ocorreu em Janeiro de 1842, quando apoiou o pronunciamento cabralista que levou à restauração da Carta Constitucional, sendo então nomeado comandante da 1.ª Divisão Militar.
O duque da Terceira foi demitido de comandante da 1.ª Divisão Militar pelo ministério setembrista, presidido por Pedro de Sousa Holstein, o duque de Palmela, que se organizou enquanto Costa Cabral foi ao Porto fazer a insurreição cartista, e que se ficou chamando o ministério do Entrudo, por ter durado apenas de 7 a 9 de Fevereiro de 1842, naquele ano o período do Entrudo. Contudo, a guarnição de Lisboa pronunciou-se contra esse facto, e o duque, em vez de ser demitido, foi chamado, a 9 de Fevereiro de 1842, a organizar o ministério em que entrou Costa Cabral assim que chegou a Lisboa.
O duque da Terceira manteve durante os quatro anos seguintes a presidência nominal desse ministério, denominado o Governo da Restauração (da Carta Constitucional), de que Costa Cabral era a alma e o verdadeiro líder. Foi este governo, então claramente sob a orientação do duque da Terceira, que teve de sufocar a revolta de Torres Novas. O ministério Terceira-Costa Cabral caiu a 20 de Maio de 1846, quando rebentou no Minho a revolta conhecida pela Revolução da Maria da Fonte.
Durante este governo, em geral denominado o tempo do cabralismo, o país viveu um período de relativa estabilidade, ficando como um dos momentos da Monarquia Constitucional portuguesa em que o pendor desenvolvimentista e reformista mais se fez sentir. Este reformismo foi o factor que despoletou a reacção popular que esteve na origem da Maria da Fonte.
Durante o governo de Costa Cabral, do qual apenas nominalmente o duque da Terceira era o presidente, acumulou a pasta da Guerra e, interinamente, a dos Negócios Estrangeiros (de Fevereiro a Setembro de 1842), Reino e Justiça (Junho e Julho de 1844, no rescaldo da revolta de Torres Novas).
O governo presidido por Pedro de Sousa Holstein, duque de Palmela, que veio substituir o ministério do duque da Terceira a partir de 20 de Maio de 1846, manteve-o na pasta da Guerra, acumulando com as da Marinha e Ultramar e dos Negócios Estrangeiros, mas, passada uma semana, e perante a necessidade de alargar a sua base de apoio e reduzir a conotação com o cabralismo, o duque foi substituído por Luís da Silva Mouzinho de Albuquerque.
Quando a rainha e os seus conselheiros consideraram que o risco de guerra civil se tinha reduzido, resolveram restaurar o cabralismo, embora sem se atreverem a chamar Costa Cabral ao poder. Para tal, organizaram um golpe palaciano, conhecido como a Emboscada, e a 6 de Outubro de 1846 colocaram o marechal Saldanha no poder. A estratégia falhou e a contestação reacendeu-se, descambando rapidamente na guerra civil da Patuleia. Nesta fase, o duque da Terceira foi nomeado lugar-tenente da rainha nas províncias do norte, tentando, sem sucesso, evitar o alastrar do conflito. Julgou a rainha que era bastante enviar o duque da Terceira como seu lugar-tenente para sufocar o levantamento popular que se receava, mas a revolução rebentou do mesmo modo. Para cúmulo, o enérgico José da Silva Passos não hesitou em prender o lugar-tenente real no Castelo de São João da Foz.
Terminada a luta com a assinatura da Convenção de Gramido, o duque da Terceira não voltou ao poder. Contudo, em 1850 foi novamente nomeado comandante da 1.ª Divisão Militar, cargo que manteve até 26 de Abril de 1851, data em que voltou a ser chamado a formar governo.

### O governo de transição para a Regeneração (Abril e Maio de 1851)
Quando em Abril de 1851 já era previsível o movimento que levaria à Regeneração, a rainha Maria II chamou o duque da Terceira a formar novamente governo. Foi um ministério curtíssimo, que apenas serviu de transição para o governo do marechal Saldanha. Tendo tomado posse a 26 de Abril de 1851, o ministério caiu 6 dias depois, a 1 de Maio, na sequência do pronunciamento vitorioso daquele dia.
Nesta curta passagem pelo governo, o duque da Terceira percebeu que o seu tempo político se estava a acabar e que o nascente fontismo augurava uma nova conjuntura política. Essa compreensão alterou a sua postura política, forçando-o a um posicionamento crescentemente senatorial.

### O patriarca supra-partidário (1851-1859)

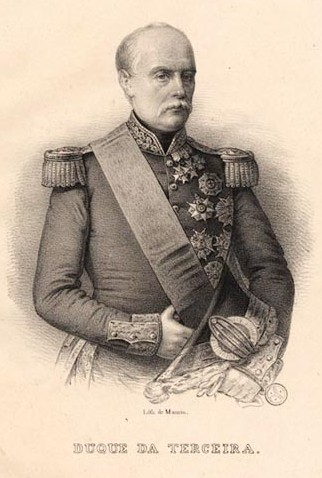
O duque da Terceira na fase final da sua carreira.

Tendo saído do governo, o duque da Terceira retomou o comando da 1.ª Divisão Militar e as suas funções como membro da Câmara dos Pares, onde continuava a ter uma grande influência, mantendo-se como uma espécie de presidente vitalício da Comissão Parlamentar da Guerra e como porta-voz de múltiplas petições e representações.
Apesar disso, o duque da Terceira foi-se eclipsando progressivamente da esfera governativa e partidária, muito embora ainda tenha pertencido à Comissão Central Cartista de Lisboa, nas eleições de Novembro de 1851. Passou a cultivar uma imagem de patriarca supra-partidário, definindo-se cada vez mais como um conservador, discreto e conciliador. Pouco participou nas movimentações que estruturaram o Partido Regenerador, herdeiro ideológico do campo político em que sempre militara.
Foi, durante este período, a única figura grada da política portuguesa que defendeu Costa Cabral, entretanto caído em desgraça. Nas suas intervenções na Câmara dos Pares sempre se lhe referia como meu nobre amigo, mantendo uma deferência e fidelidade que não teve paralelo entre as outras figuras gradas do cabralismo, as quais enjeitaram totalmente o seu mentor, dedicando-lhe, na fase final da sua vida, um desprezo que apenas teve paralelo em intensidade ao ardor com que o defenderam na sua fase ascensional.
Em 1855 deixou o comando da 1.ª Divisão Militar e foi nomeado 1.º ajudante-de-campo de Pedro V, que o considerava o seu segundo pai. Em 1858 foi nomeado comissário encarregado de ir, como representante do rei, receber à Alemanha a rainha Estefânia de Hohenzollern-Sigmaringen e trazê-la para Portugal.

### O regresso à presidência do ministério (1859-1860)

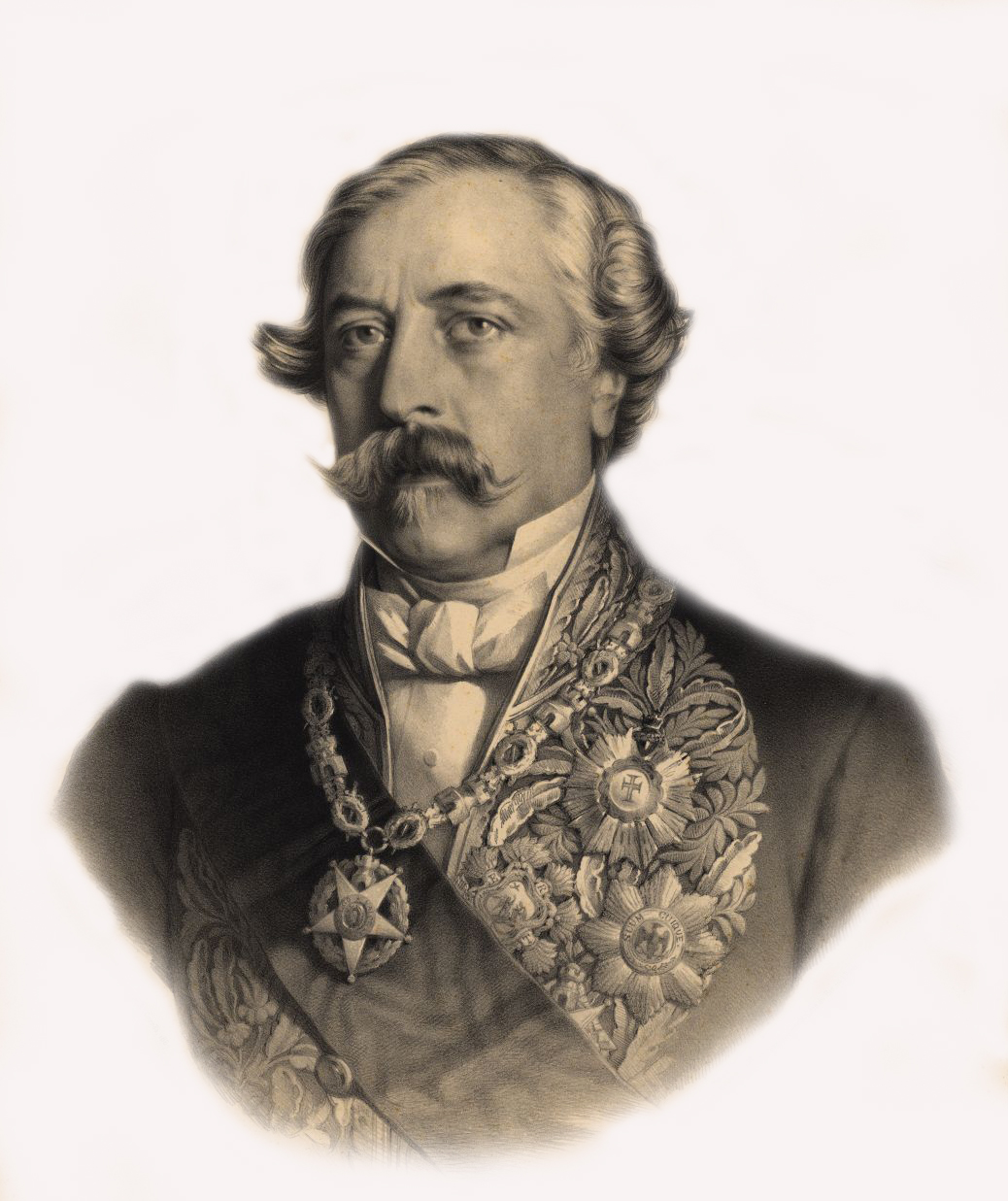
O Duque de Loulé.

Foi o seu perfil supra-partidário que o catapultou para a sua quarta, e última, presidência do conselho de ministros, quando, em 1859, tendo caído o ministério do Partido Histórico, liderado por Nuno José Severo de Mendonça Rolim de Moura Barreto, o duque de Loulé, foi chamado a organizar um gabinete ministerial. A escolha deveu-se à vontade que Pedro V manifestava em entregar a liderança a um homem que pudesse, explicitamente, temperar a coloração regeneradora do executivo que sucedia ao duque de Loulé, assegurando assim uma ponte entre a vontade régia e o grupo ministerial fontista.
Tomou posse a 16 de Março de 1859, recebendo a presidência do ministério e as pastas da Guerra e dos Negócios Estrangeiros, num gabinete de que faziam parte, entre outros, Casal Ribeiro e António de Serpa Pimentel.
O duque da Terceira faleceu, vítima de pneumonia, no exercício das suas funções políticas de presidente do conselho e Ministro da Guerra, pelas 19 horas e 40 minutos do dia 26 de Abril de 1860, contando 68 anos de idade, no Palácio Vila Flor, sito no bairro de Alfama, em frente à rua do Cais de Santarém, sua residência habitual. Foi a sepultar ao Mosteiro de São Vicente de Fora.

## Honras e monumentos póstumos
O falecimento do duque da Terceira uniu todo o espectro político português numa manifestação de pesar raramente associada à morte de um líder político: o rei Pedro V ordenou exéquias de Estado e a inumação no Panteão de São Vicente, por o considerar parente da família real e, a 27 de Abril, ambas as câmaras do Parlamento fizeram o panegírico do duque, apelidado, pela voz de Fontes Pereira de Melo, de honrado e valente militar que abrira as portas da liberdade aos portugueses.
Em sinal de luto, as duas câmaras encerraram durante três dias, prestando assim tributo à memória do libertador de Lisboa e ao marechal-duque que era então já considerado como uma espécie de reserva moral da Monarquia Constitucional portuguesa.
Ao longo da vida o 1.º duque da Terceira acumulou uma invejável colecção de distinções honoríficas e de condecorações. Foi mordomo-mor de Maria II e primeiro-ajudante-de-campo de Pedro V, além de múltiplos outros cargos honoríficos da Corte e do Exército.
Como grande do reino e herói militar, o duque da Terceira recebeu todas as condecorações nacionais possíveis e múltiplas condecorações estrangeiras. Entre muitas outras condecorações, o duque da Terceira detinha a grã-cruz da Ordem da Torre e Espada, da Ordem de São Bento de Avis e da Ordem de Nossa Senhora da Conceição de Vila Viçosa. Era também comendador da Ordem de Cristo e condecorado com as medalhas portuguesas de Vitória, Orthez e Toulouse e de 6 campanhas da Guerra Peninsular e com a medalha de Vitória, concedida pela Espanha. Foi também agraciado com as grã-cruzes de São Fernando e de Carlos III de Espanha), de Ernesto Pio de Saxe-Coburgo-Gota, de Leopoldo da Bélgica, da Legião de Honra de França, do Leão e da Coroa de Carvalho dos Países Baixos, de São Leopoldo da Áustria, da Águia Vermelha da Prússia, de São Januário das Duas Sicílias, de São Maurício e São Lázaro da Sardenha e de Alberto o Valoroso da Saxónia.
Na cidade de Lisboa, no largo do Cais do Sodré, oficialmente Praça do Duque da Terceira, foi levantado um monumento em memória do general. A inauguração realizou-se solenemente a 24 de Julho de 1877.
Inúmeras localidades portuguesas ostentam na sua toponímia o nome do Duque da Terceira, com destaque para Lisboa e para a cidade açoriana de Angra do Heroísmo, onde o principal parque citadino, um dos mais belos jardins clássicos dos Açores, ostenta o nome de Jardim Duque da Terceira.
O seu brasão de armas constava de um escudo esquartelado com as armas das diversas famílias que concorriam na sua casa. No 1.º quartel usava as armas dos Sousas do Prado, consistindo num escudo esquartelado, mostrando nos 1.º e 4.º quartéis as armas reais de Portugal, com um filete de negro sobreposto em banda, e nos 2.º e 3.º, de prata, um leão rompendo um campo de púrpura, armado e lampassado de vermelho. No 2.º quartel, as armas dos Manueís, mostrando, em campo de púrpura, uma asa de águia, de ouro, levantada com uma mão de homem, da sua cor, empunhando uma espada de prata, com guarnições de ouro, e assim os contrários, tendo no centro do escudo o anel dos Meneses. Usava como timbre, o dos Sousas, que é um leão das armas.